# مرداويج بن زيار
مَرْدَاوِيْجُ الزِّيَارِيُّ (توفي عام 323 هـ) هو مؤسس السلالة الزيارية في القرن الرابع الهجري. مع الحملات المتتالية، تمكن مردويج من حكم أراضي هيركانيا وقوميس وطبرستان وديلمان وغيلان وقزوين والري وأصفهان وخوزستان وأطلق على نفسه اسم ملك الملوك.